# Philodromus roseus
Philodromus roseus är en spindelart som beskrevs av Kishida 1914. Philodromus roseus ingår i släktet Philodromus och familjen snabblöparspindlar. Inga underarter finns listade i Catalogue of Life.